# Babadan Lor
Babadan Lor is een bestuurslaag in het regentschap Madiun van de provincie Oost-Java, Indonesië. Babadan Lor telt 2221 inwoners (volkstelling 2010).